# Howard Kahane
Howard Kahane (* 19. April 1928 in Cleveland; † 2. Mai 2001 in Mill Valley, Kalifornien) war ein US-amerikanischer mathematischer Logiker und Philosoph.
Kahane studierte an der University of California, Los Angeles, mit dem Bachelor-Abschluss 1954 und dem Master-Abschluss 1958 und promovierte 1962 an der University of Pennsylvania. Er lehrte am Whitman College, der University of Kansas, der American University und der University of Maryland, bevor er Professor am Bernard M. Baruch College in New York City wurde.
Er ist vor allem für sein Buch Logic and Contemporary Rhetoric von 1971 bekannt. Es steht für eine Abwendung von formaler Logik hin zu informeller Logik oder kritischem Denken und erlebte viele Auflagen. Zuvor hatte er 1969 ein klassisches Logik-Lehrbuch veröffentlicht, befürwortete aber unter dem Eindruck des Vietnamkriegs eine für die tägliche Praxis relevantere Logik. Für Fehlschlüsse nahm er Beispiele aus der täglichen Zeitungslektüre, Werbung, Schulbüchern, politischen Reden und Medien und erweiterte die Typen von Fehlschlüssen. Nach seinem Tod übernahm Nancy M. Cavender, mit der er auch zusammenlebte, die Neuauflagen.
Er hatte eine Tochter.

## Schriften
- Six Inductive Problems. Graduate School of Arts and Sciences, University of Pennsylvania 1962
- Logic and Philosophy: A Modern Introduction, Wadsworth Publishing Company, 1969, 12. Auflage 2012
- Logic and Contemporary Rhetoric: The Use of Reason in Everyday Life, Wadsworth Publishing Company, 1971, 12. Auflage 2014
- Contract Ethics: Evolutionary Biology and the Moral Sentiments, Rowman & Littlefield, 1995